# 毛利就信
毛利 就信（もうり なりのぶ、元和9年（1623年） - 元禄16年12月10日（1704年1月16日））は、長州藩一門家老である右田毛利家の4代当主。
父は毛利元法。正室は吉川広正の娘。子に毛利定道（さだみち）。養子に毛利就勝、毛利広政。通称は忠三郎、右近、主膳、内匠、六郎左衛門。

## 生涯
元和9年（1623年）、右田毛利元法の長男として生まれる。元服時に藩主毛利秀就より偏諱を授与されて就信と名乗る。慶安4年（1651年）、秀就が亡くなりその子毛利綱広が新藩主に就任すると引き続きこれに仕え、翌承応元年（1652年）には父・元法の死去に伴い家督を相続。承応3年（1654年）、阿弥陀寺仁王門を再建する。明暦元年（1655年）、赤間関で朝鮮通信使の供応役を務める。延宝3年（1675年）、当職（国家老・執政）となり藩主綱広に仕えた。
嫡男の定道に先立たれたため、天和3年（1683年）に藩主綱広の子の就勝を養子に迎えた。貞享2年（1685年）、十輪寺を再建する。元禄元年（1688年）、前年焼失した宇佐八幡宮本殿を再建する。元禄7年（1694年）、就勝の実兄の藩主吉就が死去したため、就勝が実家に戻り第5代藩主吉広となる。そのため弟の吉敷毛利家毛利就直の子の広政を養子に迎えた。
元禄16年（1703年）12月10日死去。享年81。